# Hypena whiteleyi
Hypena whiteleyi là một loài bướm đêm trong họ Erebidae.